# 大克莱里
大克莱里（法語：Cléry-le-Grand，法語發音：[kleʁi lə ɡʁɑ̃]）是法国默兹省的一个市镇，与小克莱里相邻，属于凡尔登区。

## 地理
大克莱里（49°21'48"N, 5°9'20"E）面积7.18 平方千米，位于法国大東部大區默兹省，该省份为法国西北部内陆省份，北与比利时接壤，西接马恩省和阿登省，南至上马恩省和孚日省，东临默尔特-摩泽尔省。
与大克莱里接壤的市镇（或旧市镇、城区）包括：安克勒维尔、邦特维尔、默兹河畔布略勒、小克莱里、屈内勒、杜尔孔。

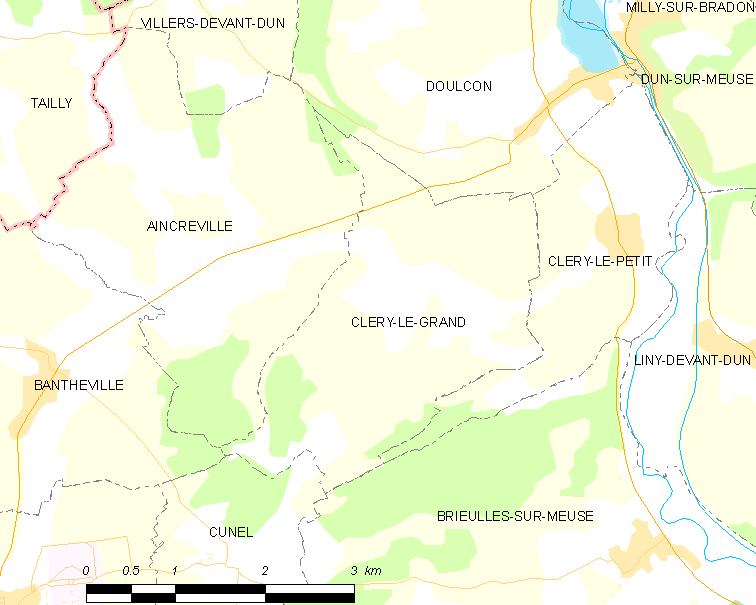
大克莱里的OSM定位图

大克莱里的时区为UTC+01:00、UTC+02:00（夏令时）。

## 行政
大克莱里的邮政编码为55110，INSEE市镇编码为55118。

## 政治
大克莱里所属的省级选区为斯特奈县。

## 人口

1962-2008年间大克莱里人口变化图示

大克莱里于2022年1月1日时的人口数量为89人。